# ديانا بينتو
ديانا بينتو (بالإنجليزية: Diana Pinto)‏ هي مؤرخة وكاتِبة أمريكية، ولدت في 1949.